# Burg Alt-Oberhofen
Die Burg Alt-Oberhofen oder Balm ist die Ruine einer mittelalterlichen Höhenburg in der Schweizer Gemeinde Oberhofen am Thunersee im Kanton Bern.

## Lage und Beschreibung
Die Ruine liegt auf der Burghalde über dem Riderbach.
Es handelte sich um eine klassische Höhenburg. Heute sind noch einige Mauerreste und der Burggraben sichtbar.

## Geschichte
Die Burg war der Stammsitz der Freiherren von Oberhofen. Als diese am Ende des 12. Jahrhunderts ausstarben, gelangten Teile der Herrschaft an das Kloster Interlaken, an das Stift Amsoldingen und an die Familie von Eschenbach.
Im 13. Jahrhundert wurde vermutlich die Burg Alt-Oberhofen aufgegeben und die Wasserburg am See erstellt.